# Differenziale (matematica)
In matematica, in particolare nel calcolo infinitesimale, il differenziale di una funzione quantifica la variazione infinitesimale della funzione rispetto ad una variabile indipendente. Per una funzione {\displaystyle y=f(x)} di una sola variabile {\displaystyle x}, per esempio, il differenziale {\displaystyle dy} di {\displaystyle f} è definito dalla 1-forma:
{\displaystyle dy(x,dx)=f'(x)dx,}
dove {\displaystyle f'} denota la derivata di {\displaystyle f} rispetto a {\displaystyle x}, ovvero il limite del rapporto incrementale {\displaystyle \Delta f/\Delta x} per {\displaystyle \Delta x} indefinitamente piccolo, e {\displaystyle dx} l'incremento della variabile indipendente.
Se si considera una funzione {\displaystyle f:U\to \mathbb {R} } derivabile, con {\displaystyle U} aperto in {\displaystyle \mathbb {R} }, essa può essere approssimata in un intorno di un qualsiasi punto {\displaystyle x_{0}} del dominio mediante la funzione
{\displaystyle l(x)=f'(x_{0})(x-x_{0})+f(x_{0})}
il cui grafico è la retta tangente al grafico di {\displaystyle f} in {\displaystyle (x_{0},f(x_{0}))}. La funzione {\displaystyle l} è un'applicazione affine da {\displaystyle \mathbb {R} } in sé, cioè un'applicazione lineare sulla distanza da {\displaystyle x_{0}} composta con una traslazione (l'aggiunta del termine {\displaystyle +f(x_{0})}). Il differenziale è allora la parte lineare di {\displaystyle l}.
Le derivate direzionali di una funzione indicano di quanto varia la funzione al primo ordine lungo un determinato vettore, mentre il differenziale è l'applicazione lineare che associa a quel vettore la variazione al primo ordine. Si tratta pertanto di un oggetto utile per avere informazioni locali sulla funzione di partenza, ad esempio mostra se è localmente invertibile.

## Definizione
Nella trattazione moderna del calcolo differenziale, il differenziale di una funzione {\displaystyle f(x)} di una sola variabile {\displaystyle x} è la funzione {\displaystyle df} di due variabili indipendenti {\displaystyle x} e {\displaystyle h} data da:
{\displaystyle df(x,h){\stackrel {\rm {def}}{=}}f'(x)h,}
dove {\displaystyle f'} è la derivata di {\displaystyle f}. Tale nozione trova la sua principale applicazione nell'approssimazione lineare di una funzione.
Siano {\displaystyle E} e {\displaystyle F} due spazi di Banach (ad esempio {\displaystyle E} può coincidere con {\displaystyle \mathbb {R} ^{m}} e {\displaystyle F} con {\displaystyle \mathbb {R} ^{n}}) ed {\displaystyle U\subset E} aperto.
Una funzione {\displaystyle f\colon U\to F} si dice differenziabile in {\displaystyle x\in U} se la sua variazione quando si allontana da {\displaystyle x} è approssimabile tramite una applicazione lineare continua (se {\displaystyle E} ha dimensione finita la continuità è assicurata). In modo esplicito, esistono {\displaystyle \phi :E\to F} lineare e {\displaystyle \sigma \colon U\to F} tali che:
{\displaystyle f(x+h)-f(x)=\phi (h)+\|h\|\sigma (h),\qquad {\text{con }}\lim _{h\to 0}\sigma (h)=0,}
usando la notazione con o-piccolo si ha, in modo equivalente:
{\displaystyle f(x+h)=f(x)+\phi (h)+o(\|h\|).}
Se {\displaystyle f} è differenziabile in {\displaystyle x}, l'applicazione lineare {\displaystyle \phi } si chiama differenziale di {\displaystyle f} in {\displaystyle x} ed è talvolta denotata con {\displaystyle df(x)}, {\displaystyle f'(x)} o anche {\displaystyle Df(x)}.

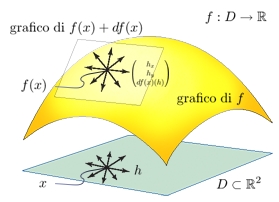
Il differenziale è la parte lineare dell'applicazione affine che ha il grafico tangente a quello della funzione

La presenza dell'o-piccolo indica che i grafici di {\displaystyle f} e {\displaystyle f(x)+df(x)} sono tangenti in {\displaystyle x}. Intuitivamente si può pensare che {\displaystyle f} sia una funzione da {\displaystyle \mathbb {R} ^{2}} in {\displaystyle \mathbb {R} }, e quindi che il grafico di {\displaystyle f} sia una superficie e quello di {\displaystyle f(x)+df(x)} un piano. In tal caso, se i due grafici incontrandosi in {\displaystyle x} formassero un angolo {\displaystyle \theta } allora la differenza:
{\displaystyle \varepsilon (h)=f(x+h)-(f(x)+df(x)(h))}
dovrebbe essere lineare avvicinandosi ad {\displaystyle x} in una certa direzione e il rapporto {\displaystyle \varepsilon /{\|h\|}} tenderebbe alla tangente dell'angolo {\displaystyle \theta } formato tra il piano e la superficie nella direzione considerata. 
Segue che se {\displaystyle f} è differenziabile in {\displaystyle x} il differenziale {\displaystyle df(x)} è la parte lineare della applicazione affine il cui grafico è tangente a quello di {\displaystyle f} in {\displaystyle x}. 
In modo equivalente, se {\displaystyle f} è differenziabile in {\displaystyle x} si può scrivere:
{\displaystyle f(x+h)-f(x)-\phi (h)=o(\|h\|)}
e per definizione di o-piccolo:
{\displaystyle {\frac {f(x+h)-f(x)-\phi (h)}{\|h\|}}\to 0,\qquad {\text{per }}h\to 0.}
Considerando tale espressione come definizione, {\displaystyle f} è differenziabile in {\displaystyle x} se esiste {\displaystyle \phi } tale per cui il limite sia nullo (l'altra implicazione per dimostrarne l'equivalenza si ottiene prendendo 
{\displaystyle \sigma (h)=\|h\|^{-1}(f(x+h)-f(x)-\phi (h))).}
Scelte delle basi per {\displaystyle E} e {\displaystyle F}, se questi sono di dimensione finita, allora si può rappresentare {\displaystyle \phi } con una matrice detta matrice jacobiana. Si possono distinguere, in particolare, tre sottocasi:
- Sia {\displaystyle f\colon D\subset \mathbb {R} \to \mathbb {R} }. Il concetto di differenziale coincide con quello di derivata, essendo il differenziale di {\displaystyle f} in {\displaystyle x} un'applicazione lineare {\displaystyle df\colon \mathbb {R} \to \mathbb {R} } e quindi una funzione del tipo {\displaystyle df(x)(h)=ah} per qualche numero reale {\displaystyle a} (tutte le applicazioni lineari {\displaystyle \mathbb {R} \to \mathbb {R} } sono di tale forma fissata la base canonica). Il numero {\displaystyle a} è la derivata di {\displaystyle f} in {\displaystyle x}, infatti per definizione:

{\displaystyle f(x+h)-f(x)=ah+\sigma (h)\|h\|.}
Dividendo per {\displaystyle h} e considerando il limite {\displaystyle h\to 0} si ottiene {\displaystyle f'(x)=a} in quanto {\displaystyle \lim _{h\to 0}\sigma (h)=0}.
- Sia {\displaystyle f\colon D\subset \mathbb {R} ^{n}\to \mathbb {R} }. La jacobiana è in tal caso una matrice {\displaystyle 1\times n} perché rappresenta un'applicazione lineare {\displaystyle \mathbb {R} ^{n}\to \mathbb {R} } (prese sempre le basi canoniche per dominio e codominio), ed è pertanto un vettore riga detto gradiente. Tale vettore può essere considerato un vettore colonna (prendendone la trasposta), ed in questo caso si calcola l'immagine di {\displaystyle h} tramite il gradiente di {\displaystyle f} facendone il prodotto scalare, e non la moltiplicazione tra matrici.

Solitamente si usano funzioni {\displaystyle f\colon D\subset \mathbb {R} ^{n}\to \mathbb {R} } per definire implicitamente delle ipersuperfici su {\displaystyle D}. Ad esempio, per {\displaystyle n=2} si può definire una curva {\displaystyle \gamma } come l'insieme degli {\displaystyle x\in D} per cui {\displaystyle f(x)=0}, mentre per {\displaystyle n=3} si avrebbe una superficie. È inoltre possibile dimostrare che se il gradiente di una funzione non è nullo il nucleo della funzione, opportunamente traslato, è il sottospazio affine tangente all'ipersuperficie in {\displaystyle x} (quando si prende come gradiente il vettore colonna il nucleo è il sottospazio ortogonale al gradiente).
- Sia {\displaystyle f\colon [a,b]\subset \mathbb {R} \to \mathbb {R} ^{n}}. L'immagine di {\displaystyle f} è una curva in {\displaystyle \mathbb {R} ^{n}}. La jacobiana {\displaystyle n\times 1} ha le stesse componenti del vettore che si ottiene come limite del rapporto incrementale. Quando {\displaystyle f} rappresenta la posizione di un punto materiale nello spazio, per esempio, {\displaystyle f'} è la velocità. Così {\displaystyle df(t)=f'dt=f'(t-t_{0})} è una retta che opportunamente traslata è tangente in {\displaystyle f(t_{0})} alla curva.

### La notazione di Leibniz nel caso di funzioni reali

Giustificazione della notazione di Leibniz in termini del differenziale della funzione

La funzione identità associa {\displaystyle x} a sé stesso ed è lineare e differenziabile. Come ogni funzione lineare, il suo differenziale è uguale alla funzione stessa e indipendente dal punto {\displaystyle x} in cui lo si calcola. Se lo si indica con {\displaystyle dx(x)} si ha, indipendentemente da {\displaystyle x}:
{\displaystyle dx(x)(h)=h.}
Dal momento che la derivata è la jacobiana del differenziale per funzioni da {\displaystyle \mathbb {R} } in {\displaystyle \mathbb {R} } si ottiene:
{\displaystyle df(x)(h)=f'(x)h=f'(x)dx(h),}
da cui:
{\displaystyle f'(x)={\frac {df(x)(h)}{dx(h)}}.}
Quindi, il rapporto delle due funzioni lineari (i due differenziali) è costante ed è uguale alla derivata nel punto. In questo modo è possibile dare un senso rigoroso alla notazione di Leibniz, che esprime la derivata di una funzione come il quoziente tra il differenziale della funzione e quello della variabile indipendente. Tuttavia, la trattazione svolta in questa forma non è in grado di giustificare le operazioni aritmetiche sui differenziali che, nella notazione di Leibniz, nonostante la mancanza di una base rigorosa forniscono un metodo mnemonico semplice per la scrittura di proprietà delle derivate. Per un recupero rigoroso dei metodi leibniziani è invece necessario rifarsi a metodi che appartengono all'analisi non standard, formulata da Abraham Robinson negli anni sessanta.

## Differenziale in più variabili
Data una funzione {\displaystyle y=f(x_{1},\dots ,x_{n})}, il differenziale parziale di {\displaystyle y} rispetto ad ognuna delle variabili {\displaystyle x_{1},\dots ,x_{n}} è {\displaystyle (\partial y/\partial x_{i})dx_{i}}, dove {\displaystyle \partial y/\partial x_{i}} è la derivata parziale rispetto all'{\displaystyle i}-esima coordinata. Il differenziale totale della funzione è dato dalla somma dei differenziali parziali relativi a tutte le variabili indipendenti:
{\displaystyle dy={\frac {\partial y}{\partial x_{1}}}dx_{1}+\cdots +{\frac {\partial y}{\partial x_{n}}}dx_{n}=\sum _{i=1}^{n}{\frac {\partial y}{\partial x_{i}}}dx_{i}.}
In maniera più compatta si può indicare come:
{\displaystyle dy=\nabla y\cdot d\mathbf {x} ,}
dove con {\displaystyle \nabla y} si indica il gradiente di {\displaystyle y}, con {\displaystyle d\mathbf {x} } la variazione infinitesima che è un vettore con componenti infinitesime e con {\displaystyle \cdot } il prodotto scalare.
In un contesto più formale, se {\displaystyle f} è una funzione differenziabile l'incremento è dato da:
{\displaystyle \Delta y\equiv f(x_{1}+\Delta x_{1},\dots ,x_{n}+\Delta x_{n})-f(x_{1},\dots ,x_{n}),}
{\displaystyle ={\frac {\partial y}{\partial x_{1}}}\Delta x_{1}+\cdots +{\frac {\partial y}{\partial x_{n}}}\Delta x_{n}+\varepsilon _{1}\Delta x_{1}+\cdots +\varepsilon _{n}\Delta x_{n},}
dove i termini di errore {\displaystyle \varepsilon _{i}} si annullano all'annullarsi di {\displaystyle \Delta x_{i}}. In modo rigoroso si definisce quindi il differenziale totale nel modo seguente:
{\displaystyle dy={\frac {\partial y}{\partial x_{1}}}\Delta x_{1}+\cdots +{\frac {\partial y}{\partial x_{n}}}\Delta x_{n}.}
Con tale definizione si ha:
{\displaystyle dx_{i}(\Delta x_{1},\dots ,\Delta x_{n})=\Delta x_{i}}
e quindi si può scrivere:
{\displaystyle dy={\frac {\partial y}{\partial x_{1}}}\,dx_{1}+\cdots +{\frac {\partial y}{\partial x_{n}}}\,dx_{n}.}
Analogamente al caso di una sola variabile vale l'approssimazione
{\displaystyle dy\approx \Delta y}
in cui l'errore totale può essere reso piccolo a piacere relativamente a {\displaystyle {\sqrt {\Delta x_{1}^{2}+\cdots +\Delta x_{n}^{2}}}} considerato incrementi sufficientemente piccoli.

## Differenziali di ordine superiore
I differenziali di ordine superiore di una funzione {\displaystyle y=f(x)} di una sola variabile {\displaystyle x} possono essere definiti nel modo seguente:
{\displaystyle d^{2}y=d(dy)=d(f'(x)dx)=f''(x)\,(dx)^{2}}
e più in generale:
{\displaystyle d^{n}y=f^{(n)}(x)\,(dx)^{n}.}
Informalmente, questo giustifica l'utilizzo della notazione di Leibniz per derivate di ordine superiore:
{\displaystyle f^{(n)}(x)={\frac {d^{n}f}{dx^{n}}}.}
Quando la variabile indipendente {\displaystyle x} dipende da altre variabili l'espressione diventa più complessa, ad esempio:
{\displaystyle d^{2}y=f''(x)(dx)^{2}+f'(x)d^{2}x;}
{\displaystyle d^{3}y=f'''(x)(dx)^{3}+3f''(x)dx\,d^{2}x+f'(x)d^{3}x.}
Considerazioni simili permettono di definire differenziali di ordine superiore di funzioni in più variabili. Ad esempio, se {\displaystyle f} dipende da due variabili {\displaystyle x} e {\displaystyle y} si ha:
{\displaystyle d^{n}f=\sum _{k=0}^{n}{\binom {n}{k}}{\frac {\partial ^{n}f}{\partial x^{k}\partial y^{n-k}}}(dx)^{k}(dy)^{n-k},}
dove {\displaystyle \scriptstyle {\binom {n}{k}}} è il coefficiente binomiale. In più variabili l'espressione è analoga a patto di utilizzare l'appropriata espansione multinomiale.
I differenziali di ordine superiore in più variabili diventano ulteriormente complessi quando le variabili indipendenti dipendono a loro volta da altre variabili. Ad esempio, se {\displaystyle x} e {\displaystyle y} dipendono da altre variabili:
{\displaystyle d^{2}f=\left({\frac {\partial ^{2}f}{\partial x^{2}}}(dx)^{2}+2{\frac {\partial ^{2}f}{\partial x\partial y}}dx\,dy+{\frac {\partial ^{2}f}{\partial y^{2}}}(dy)^{2}\right)+{\frac {\partial f}{\partial x}}d^{2}x+{\frac {\partial f}{\partial y}}d^{2}y.}
Il differenziale dell'n-esimo ordine di una funzione {\displaystyle f} ed un incremento {\displaystyle \Delta x} può essere anche definito come:
{\displaystyle d^{n}f(x,\Delta x)=\left.{\frac {d^{n}}{dt^{n}}}f(x+t\Delta x)\right|_{t=0}}
o, in modo equivalente, come {\displaystyle \lim _{t\to 0}{\frac {\Delta _{t\Delta x}^{n}f}{t^{n}}}}, dove {\displaystyle \Delta _{t\Delta x}^{n}f} è una differenza finita in avanti con incremento {\displaystyle t\Delta x}. Tale definizione ha senso anche per una {\displaystyle f} di più variabili.

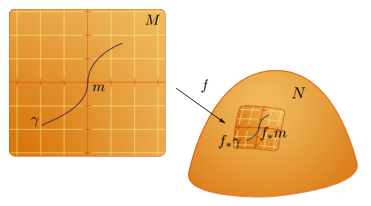
Push-forward di una curva

## Differenziale di morfismi tra varietà
Si considerino due varietà lisce {\displaystyle M} e {\displaystyle N}, ed un morfismo tra esse, ovvero una applicazione differenziabile {\displaystyle f\colon M\to N}. Si può definire il differenziale {\displaystyle df_{m}} di {\displaystyle f} in {\displaystyle m\in M} come l'applicazione lineare dallo spazio tangente {\displaystyle T_{m}M} a {\displaystyle M} in {\displaystyle m} allo spazio tangente {\displaystyle T_{f(m)}N} a {\displaystyle N} in {\displaystyle f(m)} che manda {\displaystyle v\in T_{m}M} in {\displaystyle df_{m}(v)\in T_{f(m)}N}, con
{\displaystyle df_{m}(v)(g)=v(g\circ f),}
per ogni {\displaystyle g\in {C^{\infty }}(f(m))}, dove si sono considerati i vettori tangenti come derivazioni. Considerando i vettori tangenti come classi di equivalenza di curve passanti per {\displaystyle m} si ottiene la definizione corrispondente:
{\displaystyle df_{m}([\gamma ])=[f_{*}\gamma ]=[f\circ \gamma ].}
La mappa {\displaystyle df_{p}} (scritta anche come {\displaystyle Tf_{p}}, {\displaystyle Df_{p}}, {\displaystyle f_{*}}, {\displaystyle f'(p)}) è detta anche mappa tangente, perché il simbolo {\displaystyle T} definisce un funtore covariante dalla categoria delle varietà differenziabili in quella dei fibrati vettoriali.

## Differenziale esatto
Un differenziale esatto è una 1-forma:
{\displaystyle \mathrm {d} Q=A_{1}(x_{1},x_{2},\dots )dx_{1}+A_{2}(x_{1},x_{2},\dots )dx_{2}+\cdots }
tale per cui esiste una funzione {\displaystyle Q(x_{1},x_{2},\dots )}, detta potenziale, che soddisfa:
{\displaystyle A_{1}={\frac {\partial Q}{\partial x_{1}}},\qquad A_{2}={\frac {\partial Q}{\partial x_{2}}},\qquad \dots }
In altri termini, considerando uno spazio tridimensionale e una forma differenziale {\displaystyle A(x,y,z)dx+B(x,y,z)dy+C(x,y,z)dz}, essa è una forma esatta su un dominio {\displaystyle D\subset \mathbb {R} ^{3}} se esiste una qualche funzione scalare {\displaystyle Q=Q(x,y,z)} definita su {\displaystyle D} tale che:
{\displaystyle dQ\equiv \left({\frac {\partial Q}{\partial x}}\right)_{y,z}dx+\left({\frac {\partial Q}{\partial y}}\right)_{z,x}dy+\left({\frac {\partial Q}{\partial z}}\right)_{x,y}dz=Adx+Bdy+Cdz}
su tutto {\displaystyle D}. Questo è equivalente a dire a che il campo vettoriale {\displaystyle (A,B,C)} è un campo vettoriale conservativo, corrispondente al gradiente di un campo scalare (chiamato potenziale) {\displaystyle Q}.
In una dimensione, una forma differenziale {\displaystyle A(x)dx} è esatta se {\displaystyle A} ha una primitiva. Altrimenti, se {\displaystyle A} non possiede primitiva non si può scrivere {\displaystyle dQ=A(x)dx} e la forma non è esatta.